# Рут Роман
Рут Роман (англ. Ruth Roman, уроджена Норма Роман англ. Norma Roman; 22 грудня 1922 — 9 вересня 1999) — американська акторка.

## Життєпис
Норма Роман народилася у місті Лінн, передмісті Бостона, в єврейській сім'ї з литовськими коренями. Вона з юних років мріяла стати актрисою, для чого вступила до драматичної школи в Бостоні. Після її закінчення Роман вирушила в Голлівуд, де у 1943 році відбувся її кінодебют. Перші п'ять років роботи там пройшли для неї невідомо, за винятком появи в кіносеріалі «Королева джунглів» в 1945 році, де актриса зіграла головну роль.
Перші великі ролі їй стали пропонувати до кінця 1940-х, серед них була Емма Брайс в спортивному нуаре «Чемпіон» з Кірком Дугласом і Джин Келлерсон в нуаровом трилері «Вікно» (обидва — 1949). Популярність до актриси прийшла в 1951 році після ролі Енн Мортон в трилері Альфреда Гічкока «Незнайомці в поїзді». Зйомки в даній картині були для Роман досить складні, так як у фільм її проштовхнув Джек Уорнер, а сам Гічкок був актрисою незадоволений, вважаючи її недостатньо сексапільною, і до того ж скутою.
У червні 1956 році Рут Роман, разом з чотирирічним сином від першого шлюбу, була пасажиркою нещасливого лайнера «Андреа Доріа», затонулого біля узбережжя Нью-Йорка після зіткнення з лайнером «Стокгольм». Рятувальна операція виявилася досить успішною, і Роман з сином не постраждали.
За роки своєї кінокар'єри Рут Роман так і не досягла високих зоряних рангів в Голлівуді, але незважаючи на це багато років продовжувала бути активною і затребуваною як у кіно, і на телебаченні і в театрі. У 1959 році вона стала володаркою премії Сари Сіддоонс за її виступи на театральних сценах Чикаго. Починаючи з 1960-х років актриса стала в більшості своїй працювати на телебаченні, де з'явилася в телесеріалах «Довге жарке літо», «Тиха пристань», «Вона написала вбивство» і багатьох інших. Її численні роботи на телебаченні були відзначені зіркою на Голлівудській алеї слави.
Рут Роман померла уві сні у вересні 1999 року у віці 76 років у своєму будинку в Лагуна-Біч, штат Каліфорнія.

## Вибрана фільмографія
| Рік       |    | Українська назва        | Оригінальна назва     | Роль                            |
| --------- | -- | ----------------------- | --------------------- | ------------------------------- |
| 1986—1987 | с  | Тиха пристань           | Knots Landing         | Сильвія Лін                     |
| 1979      | тф | Сакетти                 | The Sacketts          | Розі                            |
| 1977—1984 | с  | Острів фантазій         | Fantasy Island        | господиня гарему                |
| 1977      | ф  | День тварин             | Day of the animals    | Ширлі Гудвін                    |
| 1974      | ф  | Імпульс                 | Impulse               | Джулія Марстов                  |
| 1959      | ф  | Пустеля Десперадо       | Desert Desperadoes    | жінка                           |
| 1957      | ф  | Гірка перемога          | Bitter Victory        | Джейн Бренд                     |
| 1952      | ф  | Запрошення              | Invitation            | Мод Редвік                      |
| 1951      | ф  | Незнайомці в потягу     | Strangers on a Train  | Енн Мортон                      |
| 1950      | ф  | Барикада                | Barricade             | Джудіт Бернс                    |
| 1949      | ф  | Чемпіон                 | Champion              | Емма Брайс                      |
| 1946      | ф  | Ніч у Касабланці        | A Night in Casablanca | епізодична роль                 |
| 1944      | ф  | З того часу як ти пішов | Since You Went Away   | дівчина на залізничному вокзалі |
| 1944      | ф  | Буря над Лісабоном      | Storm Over Lisbon     | епізодична роль                 |